# Alda Teodorani

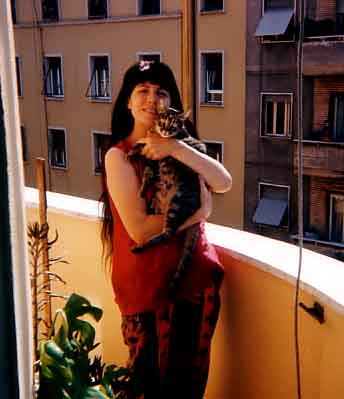
Alda Teodorani (2004)

Alda Teodorani (* 1968) ist eine italienische Schriftstellerin des erotischen Noir-Horror-Genres; sie hat ungefähr hundert Geschichten und Romane für verschiedene italienische Verlage veröffentlicht.

## Leben
Ihr Debüt gab sie 1990 mit der Geschichte Non hai capito (Mondadori) und 1991 gründete sie mit Carlo Lucarelli die „Gruppo 13“ in Bologna. Eine ihrer Geschichten ist in der Anthologie Gioventù cannibale (Einaudi 1996).
Im Juni 2005 wurde sie an die Universität Würzburg eingeladen, wo sie ein Seminar über ihr Schreiben hielt.
Im Jahr 2011 wurde das Experiment mit dem Nachdruck der bereits im Buch Quindici desideri (Dario Flaccovio Editore 2005) veröffentlichten Stimmen fortgesetzt und auf der im September 2006 in Saarbrücken stattfindenden europäischen Konferenz Europe und die romanische Welt präsentiert: die neue Ausgabe ist das Produkt DIY 15 Wünsche, CD von 15 Gruppen, die die Stimme von Teodorani in den fünfzehn erotischen Stücken in DVD-Verpackung begleiten, die auch das Buch mit Texten in 4 Sprachen (Italienisch, Französisch, Deutsch und Englisch), illustriert von 15 Underground-Künstlern enthält.
Ein Großteil der Produktion ist auch in E-Books und Hörbüchern erhältlich.
Sie hat zahlreiche Essays für die Verlagsgruppe Edizioni Mediterranee übersetzt und als Redakteurin gearbeitet.
Die Wissenschaftlerin Stefanie Rubenis analysierte ihre Arbeit im Gewalt Am Frauenkoerper in Der Scrittura Femminile Nera: Zum Werk Von Laura Pugno, Alda Teodorani Und Isabella Santacroce.
Im April 2017 wird Teodorani zum „Colloques“ Licolar 2017 an der Universität Aix-Marseille (Aix-en-Provence) eingeladen, wo sie mit einem Bericht über italienische Comics und Graphic Novel Horror teilgenommen hat. Der gleiche Monat markiert die Rückkehr zum Horror von Teodorani mit dem Band Snake il vampiro.
Im Jahr 2018 veröffentlicht sie mit dem Edizioni Fahrenheit das Pamphlet Uomini senza.

## Werke
- Giù, nel delirio, Granata Press, 1991
- Le radici del male, Granata Press, 1993
  - Le radici del male, Addictions, 2002
    - I sacramenti del male, Mondadori, 2008
- Fiore oscuro, Il Minotauro, 1995
- Il segno di Caino, Datanews, 1995
- Labbra di sangue, Datanews, 1997
  - Labbra di sangue, Larcher, 2002
- Sesso col coltello, Stampa Alternativa, 2001, Delos, 2016 (E-Book)
- Organi, Stampa Alternativa, 2002
- Belve - Cruautés, Naturellement, 2002
  - Belve, Addictions, 2003
    - Belve, Kipple, 2008 (E-Book)
      - Belve Final Cut, Cut Up, 2011
- La Signora delle torture, Addictions, 2004, Delos, 2016 (E-Book)
- Quindici desideri, Dario Flaccovio Editore, 2004 (mit CD)
  - Alda Teodorani presents 15 desideri, Deny Everythings, 2011 (mit CD)
- Incubi, Halley Edizioni, 2005
- Bloody Rainbow, Hacca, 2006
- L'Isola, Les Editions de l'Antre, 2011
- Gramsci in cenere, Stampa Alternativa, 2016
- La Collezionista di organi, Profondo Rosso, 2016
- Snake - Il vampiro della città morta, Watson Edizioni, 2017
- Uomini senza, Fahrenheit Edizioni, 2018